# Walter Hämer
Walter Hämer (* 1. September 1899 in Münster; † 7. Februar 1974 in Hannover) war ein deutscher Architekt.

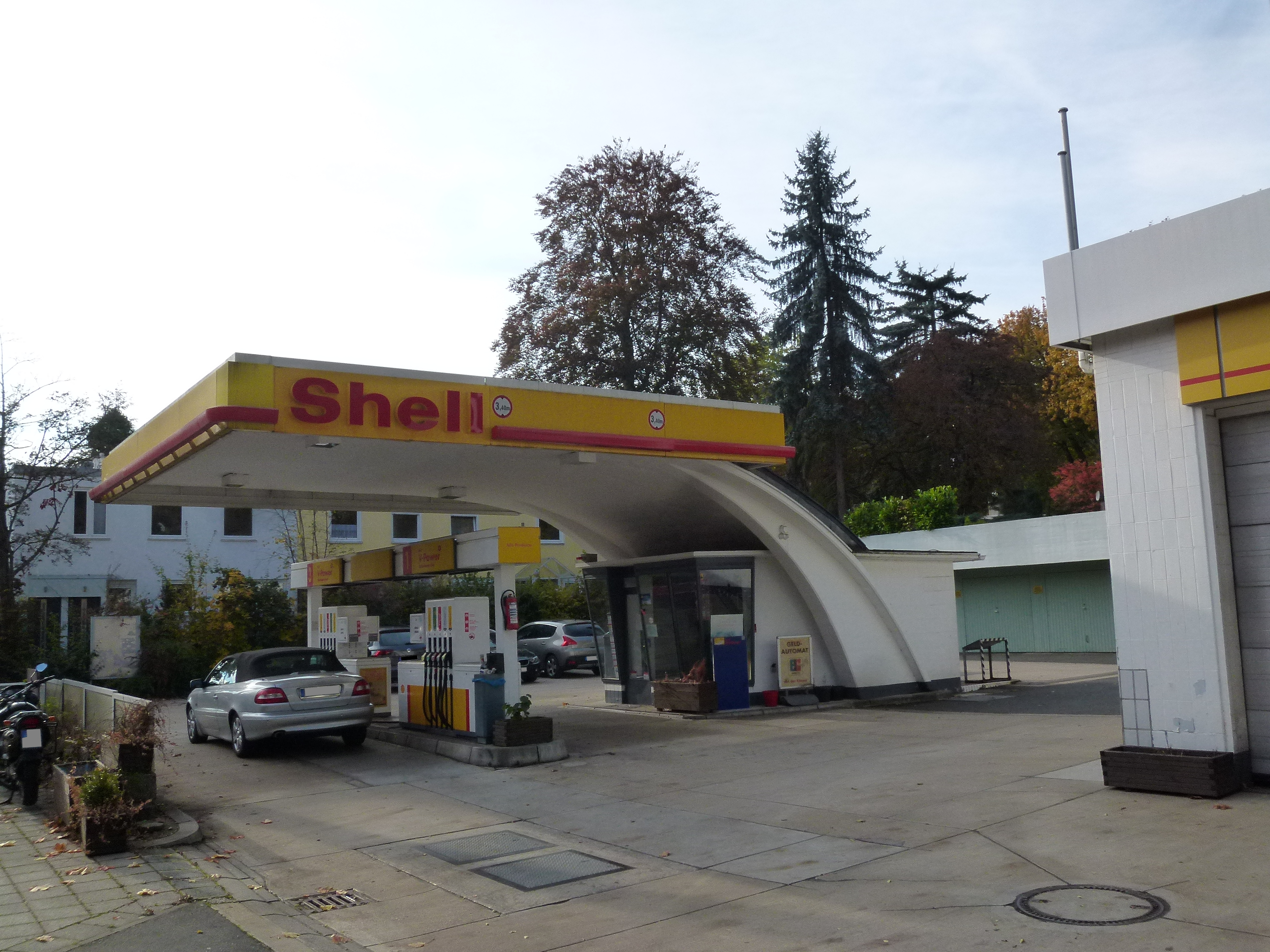
Tankstelle, Nürnberg

## Leben
Nach dem Schulbesuch studierte Walter Hämer von 1916 bis 1920, unterbrochen durch den Militärdienst, an der Baugewerkschule Münster, danach an der Kunstgewerbeschule Dortmund und der Staatlichen Kunstakademie Düsseldorf Architektur. 1921 heiratete er Dorothea geb. Schömann (1900–1994), aus der Ehe gingen sechs Kinder hervor, darunter die Söhne Hardt-Waltherr und Peter, die ebenfalls Architekten wurden. 1923 bis 1925 war Hämer Mitarbeiter in verschiedenen Berliner Architekturbüros (Heinrich Lassen, Friedrich August Hartmann, Wohnungsfürsorge-Gesellschaft beim Magistrat Berlin). 1926 bis 1931 arbeitete er als selbständiger Architekt in Berlin. 1931 wurde er Konsultant im Komitee für Standardisierung in Moskau. 1932 folgten weitere Tätigkeiten in der Sowjetunion und ausgedehnte Reisen durch das Land. 1933 kehrte er nach Deutschland zurück und war für die Deutsche Reichspost und später für das Luftgaukommando Wien tätig. 1939 bis 1945 war Hämer Soldat im Zweiten Weltkrieg. 1945 wurde er Bezirksarchitekt in Berlin-Tiergarten, von 1947 bis 1948 arbeitete er als Stadtbaurat in Lünen, 1949/1950 lehrte er als Professor für Gebäudelehre an der Hochschule für Baukunst und bildende Künste in Weimar. 1950/1951 leitete er die Abteilung Planung und Bauleitung bei der Landwirtschaftskammer Westfalen-Lippe in Münster, 1951/1952 arbeitete er im Planungsamt der Stadt Hannover, 1953 bis 1973 als selbständiger Architekt in Hannover.

## Bauten

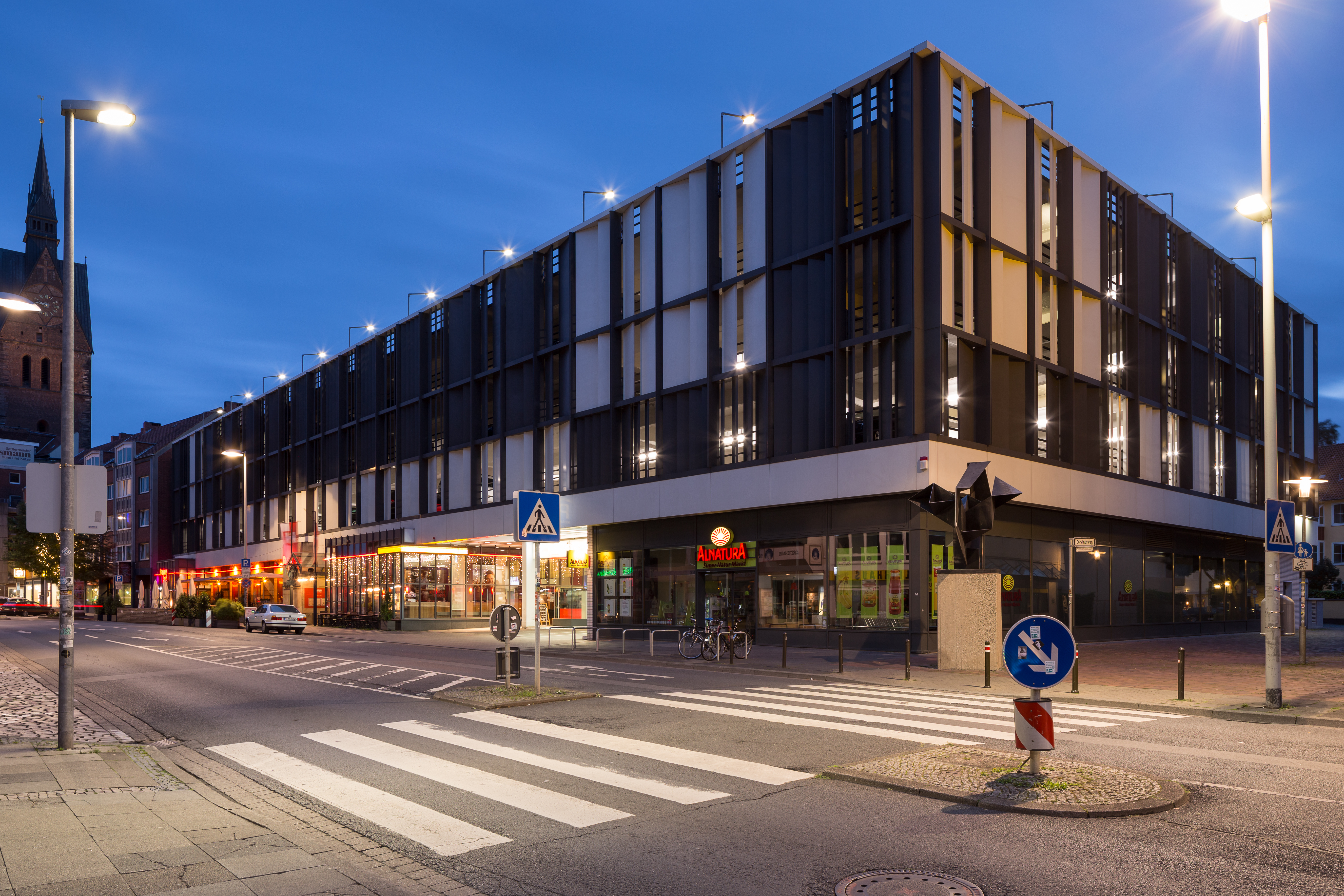
Denkmalgeschütztes Parkhaus Schmiedestraße in Hannover-Mitte (erbaut 1964/65,)

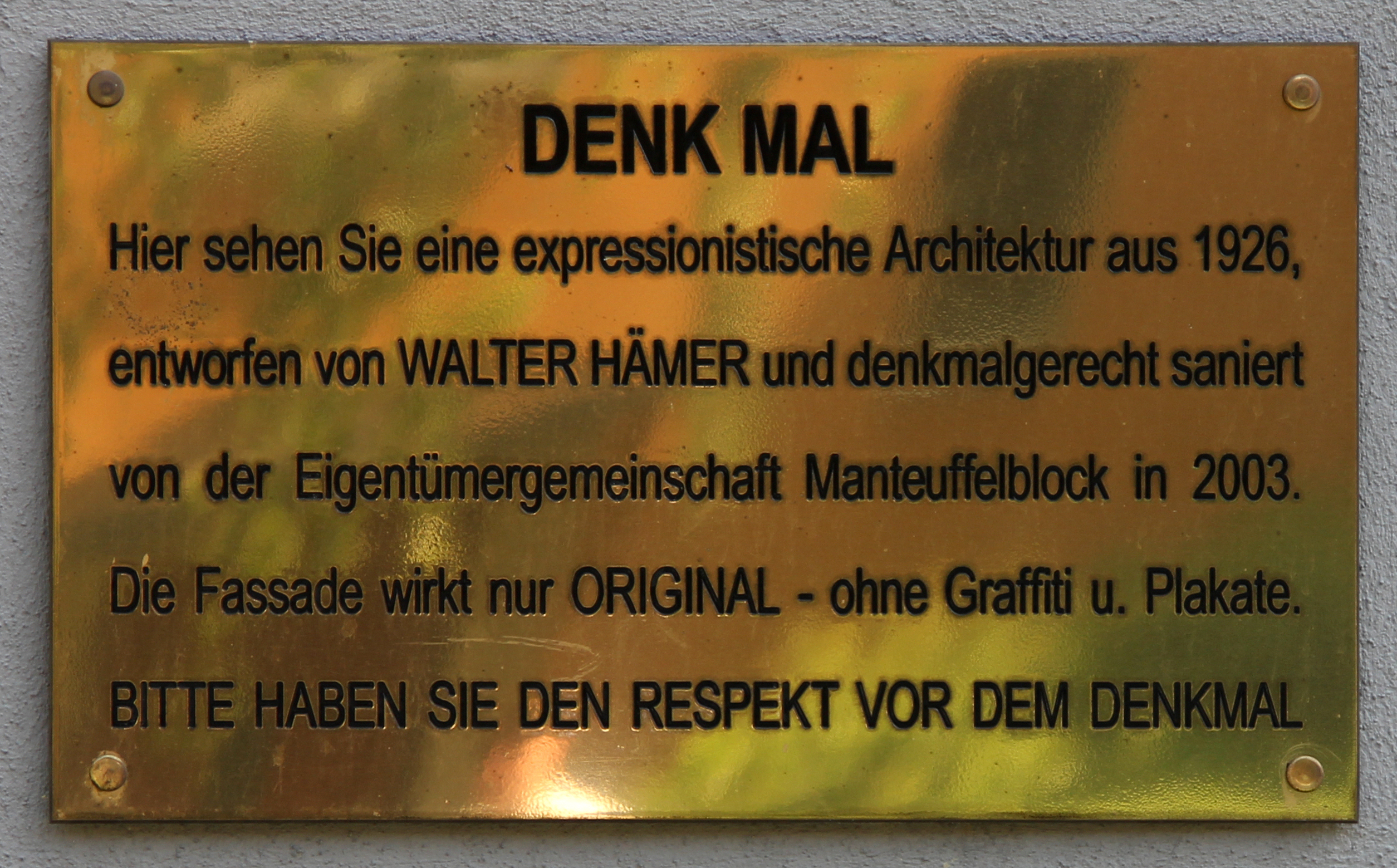
Gedenktafel am Haus, Gäßnerweg 55, in Berlin-Tempelhof

- 1924–1928: Mitarbeit an der Wohnanlage Ceciliengärten, Berlin-Schöneberg von Heinrich Lassen
- 1924/1925: Mitarbeit an der Villa Wagner, Berlin-Zehlendorf von Friedrich August Hoffmann
- 1926/1927: Wohnanlage Manteuffelstraße, Berlin-Tempelhof
- 1926–1929: Wohnanlage Große-Leege-Straße, Berlin-Lichtenberg
- 1927/1928: Wohnanlage in der Heimstättensiedlung Malteserstraße, Berlin-Steglitz
- 1927/1928: Sterngaragen, Berlin-Kreuzberg
- 1927/1928: Gebäude der Adler-Werke, Berlin-Kreuzberg (abgerissen 1966)
- 1928: Wettbewerbsentwurf für die Reichsforschungssiedlung Haselhorst, Berlin-Spandau
- 1929–1931: Wohnanlage Wilhelmstadt / Birkenwäldchen, Berlin-Spandau
- 1935/1936: Großsendeanlage, Zeesen (gesprengt 1945)
- 1948: Eben-Ezer-Kapelle, Lünen
- 1948/1949: Wohnhausgruppe, Lünen
- 1951/1952: Gebäude der Landwirtschaftskammer Westfalen-Lippe in Münster mit Bauamt der Kammer – Alexander Lötken und Hardt-Waltherr Hämer, fertiggestellt durch Werner Ruhnau
- 1952–1955: Wohn- und Geschäftshaus Rose, Hannover mit Hardt-Waltherr Hämer und Marie-Brigitte Buro
- 1955: Kindertagesstätte, Hannover-Bothfeld
- 1955: DEA-Tankstelle, Hannover-Ricklingen
- 1956–1958: Typenentwurf für die Purfina-Tankstelle mit Hardt-Waltherr Hämer
- 1958: Ladenausbau Schröder style for men, Hannover
- 1958: Tankstelle, Nürnberg (unter Denkmalschutz)[1]
- 1958/1959: Gebäude der Magdeburger Versicherung, Hannover (gemeinsam mit Hardt-Waltherr Hämer)
- 1964/1965: Parkhaus Schmiedestraße, Hannover (unter Denkmalschutz)
- 1965/1966: Geschwister-Scholl-Schule, Letter (heute: Georg-Büchner-Gymnasium, Seelze) mit Peter Hämer
- 1966/1967: Hauptschule Suthwiesenstraße, Hannover-Döhren mit Peter Hämer
- Kaufhaus Erdmann, Hannover

### Wettbewerbe
- 1954: Niedersächsische Landtag, Hannover mit Ulrich Gastreich und Hardt-Waltherr Hämer
- 1956–1957:  Opernhaus, Sydney mit Hardt-Waltherr Hämer und Fritz Eggeling
- 1958:  Westfälische Landesmuseum, Münster

## Schriften
- Termitenhügel. (Leserbrief) In: Der Spiegel, Ausgabe 18/1949, S. 29.
- Stations service standardisées. In: Architecture d'Aujourdhui, 29, 1958, Heft 77, S. 36/37.
- Gutachterlicher Entwurfsvorschlag für den Neubau einer 10-klassigen Sonderschule auf dem Gelände am Hochkamp in Hildesheim. In: Zeitschrift für Heilpädagogik, 15, 1964, S. 487–492.
- Letter 66. Geschwister-Scholl-Schule. (Publikation zur Fertigstellung der Schule am 30. September 1966)